# Klaus Kröppelien
Klaus Kröppelien (født 29. juni 1958 i Rostock) er en tysk tidligere roer og olympisk guldvinder.

## Karriere

### Roning
Kröppeliens første store internationale resultat kom, da han i 1976 blev juniorverdensmester i dobbeltfireren for DDR. I 1979 blev han seniorverdensmester i samme bådtype.
I 1980 roede han dobbeltsculler sammen med Joachim Dreifke, og denne duo stillede op for DDR ved OL samme år i Moskva. Østtyskerne vandt deres indledende heat ganske sikkert, og i finalen vandt de guld med et forspring på to sekunder ned til Zoran Pančić og Milorad Stanulov fra Jugoslavien på andenpladsen, mens Zdeněk Pecka og Václav Vochoska fra Tjekkoslovakiet blev nummer tre.
Kröppelien og Dreifke vandt derpå VM-guld året efter samt -sølv i 1982.

### Videre karriere
Kröppelien var officer i den østtyske marine, og efter den tyske genforening blev han buschauffør.

## OL-medaljer
- 1980:  Guld i dobbeltsculler